# Dilophosaurus
Dilophosaurus je bio dinosaur teropod iz perioda rane jure. Naziv mu znači "gušter s dva hrbata", što se odnosi na dva hrbata na glavi (Grč. di za "dva", lophos "hrbat" i sauros "gušter"). Prvi primjerak je opisan 1954. godine, ali je rod dobio svoj naziv nakon više od jednog desetljeća. Dilophosaurus je jedan od prvih jurskih teropoda i jedan od najslabije izučavanih.
Dilophosaurus se pojavio u filmu Jurski park iz 1993. godine.

## Opis
Dilophosaurus je bio dug oko šest metara i možda težio oko pola tone.
Najupadljivija osobina Dilophosaurusa su par polukružnih hrbata na lubanji, koji su možda služili za udvaranje. Istrage koje je proveo Robert Gay nisu pokazale da je postojao spolni dimorfizam na osnovu skeleta, ali nije ništa rekao za hrbate, koji nisu jednaki kod svih jedinki. Zubi Dilophosaurusa su bili dugi, ali su imali veoma malen korijen. Još jedna osobina lubanje je bila šupljina iza prvog reda zuba, što je Dilophosaurusu davalo izgled krokodila, slično kao i spinosauridima koji su se hranili ribom. Tu šupljinu je izazvala slaba veza između premaksimilarnih i maksimilarnih kostiju lubanje. Ovakva struktura je dovela do rane hipoteze koja kaže da je on bio strvinar, jer su mu prednji zubi bili preslabi za držanje velikog plijena.

## Otkriće i vrste
Prvog primjerka Dilophosaurusa je otkrio Sam Welles u ljeto 1942. godine. Primjerak je odnesen na univerzitet u Kaliforniji gdje je bio očišćen i postavljen. Dato mu je ime Megalosaurus wetherilli. Vrativši se na isto mjesto jedno desetljeće kasnije kako bi odredio starost kostiju, Welles je pronašao još jedan primjerak nedaleko od mjesta otkrića prvog. Primjerci su kasnije preimenovani u Dilophosaurus, zbog dva hrbata jasno vidljiva kod drugog primjerka.
Postoji još jedna vrsta Dilophosaurus (D. sinensis), koja možda pripada, a možda i ne pripada, ovom rodu. Moguće je da je srodnija neobičnom antarktičkom teropodu Cryolophosaurusu. D. sinensis je otkrivena u Kini 1987. godine zajedno s prosauropodom Yunnanosaurusom, a kasnije ju ga je, 1993. godine, opisao Shaojin Hu.
Samuel Welles je zamislio i treću vrstu, D. breedorum. Ova vrsta se bazira na jednom primjerku s hrbatima, nazvanim UCMP 77270. Ova se vrsta, međutim, ne smatra vaildnom.

## U popularnoj kulturi
Dilophosaurus se pojavljuje u romanu Carnosaur, gdje jedan ubije pripadnika parlamenta.
Dilophosaurus je dobio istaknuto mjesto i u filmu Jurski park i u istoimenom romanu. U filmskoj verziji, Dilophosaurus ima ogrlicu oko vrata (slično kao gušter ogrličar) i pljuje osljepljujući otrov u oči, kao kobra. Ne postoje dokazi ni za ogrlicu ni za otrov. U jednom dijelu i u knjizi i u filmu je objašnjeno kako se klonirana DNK dinosaura dopunila onom od modernih vodozemaca i gmazova, pa su te varijacije mogle nastati zbog toga. U filmu, Steven Spielberg je također smanjio veličinu Dilophosaurusa do 3 metra visine i 5 m dužine kako ga se ne bi miješalo s Velociraptorima. Razne videoigre i igračke koje su napravljene u stilu Jurskog parka često uključuju Dilophosaurusa.
Unatoč tome što izgled Dilophosaurusa u Jurskom parku nije točan, mnogi drugi su ga preuzeli za svoje videoigre.

## Drugi projekti
|  | Zajednički poslužitelj ima još gradiva o temi Dilophosaurus |
|  | Wikivrste imaju podatke o taksonu Dilophosaurusu            |